# Réserve naturelle de Lazo
La réserve naturelle de Lazo (en russe : Лазовский заповедник Lazovskiy zapavyedniki, du nom du révolutionnaire primorien Sergueï Lazo) (également Lazovski) est un zapovednik russe (réserve écologique stricte) qui se trouve sur les pentes sud-est des montagnes Sikhote-Aline, jusqu'à la côte de la mer du Japon, dans le kraï du Primorié en Extrême-Orient russe, à environ 150 km à l'est de Vladivostok. Elle est gérée conjointement avec le parc national Zov Tigra, situé à environ 50 km au nord-ouest. La réserve a été créée en 1957 et couvre une superficie de 1209 km² ,.
La réserve est boisée à 95 %, avec le plus grand peuplement d'ifs de l'Extrême-Orient russe, et a fait l'objet d'études scientifiques depuis les années 1800 pour ses riches communautés de plantes et d'animaux trouvées dans la zone de transition des montagnes aux zones maritimes dans une zone tempérée avec forêt pluvieuse. La réserve de Lazo contient plus d'espèces que toute autre réserve de l'Extrême-Orient russe, et 60 % des espèces de la région du Primorié se trouvent dans la réserve,.

## Topographie
La réserve est délimitée par les vallées des rivières Kievka et Tchornaïa, qui s'écoulent de la crête de la montagne qui longe la frontière nord-ouest, jusqu'à la mer à l'est. Environ 50 km du territoire est littoral, sur la mer du Japon, avec un caractère rocheux et des falaises qui atteignent 100 mètres au-dessus de la mer. Les limites contiennent également deux petites îles boisées, Petrov et Belzov . L'altitude maximale des plus hauts sommets est de 1 400 mètres. Les pentes sont abruptes, généralement de 20 à 25 %. Il y a peu de lacs et les rivières sont généralement non navigables. Les rivières et ruisseaux sont d'importantes frayères à saumon .

Lazovsky Zapovednik au sud-ouest et le parc national Zov Tigra ("L'appel du tigre") au nord-est.

## Faune et flore
La réserve a trois zones d'altitude de forêt: forêt de feuillus composée principalement de chênes aux niveaux inférieurs, forêt mixte de pins et de feuillus à moyenne altitude et taïga (forêt de conifères) au-dessus de 1100 mètres dans les niveaux subalpins. Certaines parties de la réserve ont échappé à l'exploitation commerciale et comportent des peuplements d'arbres anciens. Dans la zone de forêt mixte, les essences dominantes de pin et de chêne sont rejointes par plus de 60 autres essences. Les sous-bois sont souvent des buissons denses de noisetier, de Lespedeza, de roses et de viorne. Les scientifiques de la réserve ont recensé 1 284 espèces de plantes vasculaires, 285 espèces de mousses, 685 espèces d'algues, 407 de lichens et 1 189 de champignons. Parmi ces espèces, 168 sont endémiques ou rares .
Les oiseaux sont particulièrement bien représentés, 344 espèces ayant été recensées et 140 espèces nichent. Le tigre de l'Amour, en voie de disparition, réside dans la réserve .

## Écotourisme
En tant que réserve naturelle stricte, la réserve Lazovsky est principalement fermée au grand public, bien que les scientifiques et ceux qui ont des objectifs «d'éducation environnementale» puissent prendre des dispositions avec la direction du parc pour des visites. Il y a cependant quatre itinéraires «écotouristes» dans la réserve qui sont ouverts au public, mais le nombre de visites est limité chaque année et les visites doivent être faites en groupe. La réserve exploite un musée de la nature en dehors des limites du village de Lazo ,.

## Voir également
- Liste des réserves naturelles russes (classe 1a «zapovedniks»)
- Parcs nationaux de Russie
- Zones protégées de la Russie